# Ermengol X. (Urgell)
Ermengol X. († 1314) war ein spanischer Graf von Urgell aus dem Haus Cabrera. Er war ein Sohn des Grafen Álvaro von Urgell († 1267) und der Cecile von Foix.

## Leben
Beim Tod des Vaters war die Familie Cabrera in Urgell faktisch entmachtet, da die Grafschaft aufgrund dessen zerfahrener ehelicher Situation kurz vor seinem Tod von König Jakob I. von Aragón besetzt wurde. Als testamentarischer Erbe seines Vaters hatte Ermengol von da an auf eine Restitution seines Erbes gedrängt und sich deshalb 1274 der breiten Opposition des katalanischen Adels gegen die Autorität des alten Königs angeschlossen. Diese setzte er auch nach dem Tod des Königs 1276 gegen dessen Nachfolger Peter III. fort. Unterstützung erhielt er dabei von seinem Cousin, Graf Roger Bernard III. von Foix, der 1280 mit einem großen Heer in Urgell einfiel und die Stadt Balaguer eroberte. Dort wurden die Verbündeten von Peter III. fünf Wochen lang belagert und im Juli des Jahres schließlich zur Aufgabe gezwungen und gefangen genommen.
Ermengol hatte sich danach mit Peter III. versöhnt, 1283 hatte er in Bordeaux dessen Gefolge angehört, bei dem Duell gegen die Ritter Karls von Anjou. Inwieweit ihm der Besitz seines Vaters zurückerstattet wurde, ist unklar, aber wahrscheinlich dürfte er nicht mehr im vollen Umfang die Grafschaft Urgell zurückerhalten haben. Er hatte Sibilla de Montcada geheiratet, eine Schwester der ungeliebten ersten Frau seines Vaters, womit er offenbar dessen Fehde mit dem Haus Montcada bereinigen wollte. Nach deren Tod heiratete er noch ein zweites Mal, Kinder sind aus beiden Ehen nicht hervorgegangen. Kurz vor seinem Tod 1314 hatte Ermengol seine Großnichte Teresa d’Entença zu seiner testamentarischen Erbin bestimmt, unter der Voraussetzung, dass diese mit dem zukünftigen König Alfons IV. verheiratete werde, womit der Heimfall von Urgell in das Konglomerat der Krone Aragón auch de jure besiegelt werden sollte.
Ermengol wurde in der Abtei Santa María de Bellpuig bei Avellanas bestattet. Hier hatte er ab 1300 die Gestaltung der Grabmäler seiner Eltern, seines Bruders Àlvar, seines Onkels Ermengol IX. und seines Ahn Ermengol VII. in Auftrag gegeben, die heute alle im Metropolitan Museum of Art (The Cloisters) in New York City zu sehen sind.